# الفنداره
الفنداره (به عربی: الفندارة) یک روستا در سوریه است که در ناحیه مرکزی مصیاف واقع شده‌است. الفنداره ۱٬۵۹۴ نفر جمعیت دارد.